# Braulio Musso
Pour les articles homonymes, voir Musso.
Braulio Musso Reyes, né le 8 mars 1930 à Limache (Chili) et mort le 18 juin 2025, est un footballeur international chilien, qui évolue au poste d'attaquant dans les années 1950 et 1960.

## Biographie

### Carrière en club
Avec l'Universidad de Chile, il remporte cinq championnats du Chili.

### Carrière en sélection
Avec l'équipe du Chili, il joue 14 matchs (pour 3 buts inscrits) entre 1954 et 1962.
Il figure dans le groupe des sélectionnés lors de la Coupe du monde de 1962. Lors du mondial, il ne joue aucun match.

## Palmarès
Universidad de Chile
- Championnat du Chili (5) :
  - Champion : 1959, 1962, 1964, 1965 et 1967.
  - Vice-champion : 1957, 1961 et 1963.